# 일본을 배경으로 한 작품 목록
일본은 외국 문화 콘텐츠 속에서 자주 사용되는 소재 중 하나이다.

## 작품 목록

### 드라마
- 《아이리스》: 아키타현이 나온다.
- 《미스터 션샤인》: 오사카 성이 나온다.
- 《펜트하우스 3》: 후쿠오카 정신병원이 나온다.
- 《모나크: 레거시 오브 몬스터즈》: 도쿄가 나온다.

### 영화
- 《블랙 레인》: 배경은 오사카다. 도톤보리 강 등 도시가 나오며 오사카 야경이 나온다.
- 《투모로우》: 도쿄 치요다 구의 얼어붙은 도시의 장면이 나온다.
- 《더 울버린》: 주 배경이 도쿄이다.
- 《점퍼》
- 《지오스톰》: 도쿄의 배경이다.
- 《찰리와 초콜릿 공장》: 초콜릿을 가져가는 아이들 장면이 나온다.
- 《도쿄!》
- 《사랑도 통역이 되나요?》[1]
- 《패스트 & 퓨리어스: 도쿄 드리프트》
- 《지구가 멈추는 날》: 도쿄가 나온다.
- 《해운대》: 대마도 바다가 나온다.
- 《가문의 수난》: 후쿠오카의 배경이다.
- 《레지던트 이블 3: 인류의 멸망》: 도쿄의 배경이다.
- 《레지던트 이블 4: 끝나지 않은 전쟁》: 도쿄의 배경이다.
- 《레지던트 이블 5: 최후의 심판》: 도쿄의 배경이다.
- 《지.아이.조》: 도쿄의 배경이다.
- 《지.아이.조 2》: 도쿄의 배경이다.
- 《런던 해즈 폴른》: 도쿄가 나온다.
- 《택시운전사》: 도쿄의 배경이다.
- 《아일라》: 터키 영화다. 1950년대 도쿄의 배경이다.
- 《퍼시픽 림》: 2016년 도쿄의 배경이다.
- 《퍼시픽 림: 업라이징》: 미래의 도쿄의 배경이다. 도쿄 스카이 트리와 후지산이 나온다.
- 《어벤져스: 엔드게임》: 도쿄의 배경이다.
- 《존 윅 3》: 도쿄의 배경이다.
- 《다만 악에서 구하소서》: 도쿄가 나온다.
- 《프리 가이》: 도쿄가 나온다.
- 《게이머》: 도쿄가 나온다.
- 《포레스트: 죽음의 숲》: 아오키가하라 (주카이 숲)에서 벌어지는 이야기가 나온다.
- 《007 스펙터》: 도쿄가 나온다.
- 《이터널스》: 히로시마가 나온다.

### 애니메이션
- 《스쿠비 두》
- 《킴 파서블》
- 《사우스 파크》
- 《오버워치》: 오버워치 단편 애니메이션 "용"에 한조가 시마다 성에 방문하는 장면이 나오며 겐지가 나온다.

### 게임
다수의 비디오 게임이 자신과 그 적의 경계나 권선징악의 주제를 분명히 하고 있기 때문에 일본을 소재로 한 게임은 대부분 해외에서 제작된다. 
- 《모던 컴뱃 5》
- 《데빌메이커: 도쿄》: 도쿄를 배경으로 한 국산 모바일 게임이다.[2]
- 《오버워치》: 일본 점령 맵인 하나무라가 있다. 공격 측은 게임 센터에서 나오고, 라면 집이 있는 마을인 지역의 A거점을 점령하고 하나무라 성내의 B거점을 점령하면 승리다. 한국인 캐릭터인 디바 포스터 등 캐릭터 포스터가 존재한다. 후지산과 일본의 전통적인 건축물들이 보인다. 카네자카가 있다.
- 《레인보우 식스 시즈》: 마천루는 일본 나고야에 위치하고 있다.
- 《월드워Z》: 일본 도쿄를 배경으로 한 맵이 있다.
- 《소녀전선》: 일본 도쿄에 위치한 도쿄 스카이 트리 세트가 있다. 일본 오사카 도톤보리 세트가 있는데 크루거가 있다.